# Виноградовник аконитолистный
Виноградовник аконитолистный (лат. Ampelópsis aconitifolia) — вид древовидных лиан из рода Виноградовник.

## Распространение и экология
Распространён на Северо-Востоке Китае.
В естественных условиях растёт в широколиственных лесах, в долинах рек.

## Ботаническое описание
Листопадная кустистая лиана до 3-4 метров длиной, взбирающаяся по опоре с помощью закручивающихся усиков.
Листья почти округлые, рассечены на 3 или 5 перистолопастных долей, с редкими крупными зубцами по краю, на длинных черешках, зеленые, сверху голыми, снизу волосистыми по красноватым жилкам. Молодые листья ярко-пурпуровые или красновато-оливково-зеленые, блестящие.
Растущие побеги зеленоватые, старея они приобретают серо-голубой цвет и покрываются продольными косыми трещинками.
Плоды до 6 мм в диаметре. Их окраска изменяется по мере созревания, вначале они желтые или оранжевые, зрелые ягоды голубые. Цветение происходит в июне-июле, цветки мелкие, зеленоватые.
В первые годы жизни виноградовник аконитолистный растет медленно, затем очень быстро. Продолжительность вегетационного периода — около 165 дней.
В посадках весьма декоративен, теневынослив. Зимостойкость средняя. В культуре с 1868 года.